# Livefields
Livefields — концертний альбом гурту Toto, випущений у 1999 року, лейблом Columbia Records. Альбом ґрунтується на концертних записах туру здійсненого на підтримку альбому Mindfields.

## Композиції

### Диск 1
1. Caught In The Balance
2. Tale Of A Man
3. Rosanna
4. Million Miles Away
5. Jack To The Bone
6. Dave's Going Skiing
7. Acoustic Set
8. Out Of Love
9. Mama
10. You Are The Flower
11. The Road Goes On
12. Better World
13. Girl Goodbye
14. White Sister

### Диск 2
1. I Will Remember
2. Hold The Line
3. Won't Hold You Back
4. «Child's Anthem» (Paich)
5. «Melanie» (відео-кліп)
6. «Cruel» (концертний виступ)

## Над альбомом працювали

### Toto
- Боббі Кімбелл: вокал
- Стів Лукатер: гітари, вокал
- Девід Пейч: клавішні, бек-вокал, вокал
- Майк Поркаро: бас-гітара
- Саймон Філліпс: барабани

Бек-вокалісти
- Тоні Спіннер — бек-вокал, гітара
- Джон Джессел — бек-вокал
- Бадді Хаят — бек-вокал, перкусія